# Projekt 22100
Projekt 22100 Okean je třída oceánských hlídkových lodí ruské pobřežní stráže (v ruské terminologii „pohraniční hlídkové lodě 1. stupně“). Jedná se o plavidla specializovaná pro službu v Arktidě. Má schopnosti ledoborce operujícího v oblastech s ledem silným až 80 cm. Mezi hlavní úkoly plavidel patří pohraniční hlídkování, protiteroristické a protipašerácké mise, ochrana výlučné ekonomické zóny země, kontrola rybolovu, likvidace požárů a pátrací a záchranné mise. Celkem byly objednány tři jednotky této třídy, které ve službě nahradí hlídkové fregaty projektu 1135P a ledoborce projektu 97P. Prototyp byl do služby přijat roku 2016.

## Stavba
Na vývoji třídy od roku 2009 pracovala ruská konstrukční kancelář CMKB Almaz. Trup prototypové jednotky Polarnaja zvezda (111) v letech 2012-2014 postavila loděnice Zelenodolský závod imeni A. M. Gorkého v Zelenodolsku. Poté bylo plavidlo dokončeno v Petrohradu. Do služby má být přijato do konce roku 2015. V dubnu 2015 pak byly objednány další dvě jednotky této třídy, které mají být dokončeny do roku 2019.
Jednotky projektu 22100:
| Jméno                          | Zahájení stavby | Spuštěna        | Vstup do služby   | Status  |
| ------------------------------ | --------------- | --------------- | ----------------- | ------- |
| Polarnaja zvezda (111)         | 30. května 2012 | 21. května 2014 | 17. prosince 2016 | aktivní |
| Petropavlovsk-Kamčatskij (262) | 15. června 2015 | 1. června 2018  | 1. prosince 2019  | aktivní |
| Anadyr (260)                   | 28. dubna 2017  | 14. června 2019 | 16. srpna 2023    | aktivní |

## Konstrukce
Výzbroj tvoří jeden 76mm kanón AK-176M v dělové věži na přídi a dva 14,5mm kulomety MTPU. Na zádi se nachází přistávací plocha a hangár pro jeden vrtulník Ka-27. Prototypová jednotka pohání čtyři diesely MTU 16V 4000 M90, každý o výkonu 3700 hp, pohánějící prostřednictvím dva převodovek ZF dva lodní šrouby se stavitelnými lopatkami. Ale pohonný systém pozdějších plavidel byl změněn na dva diesely 16D49, každý o výkonu 6000 hp, a dva převodovky Zvezda kvůli uvalení mezinárodních sankcí západními státy proti Rusku. Nejvyšší rychlost dosahuje 21 uzlů. Dosah je 12 000 námořních mil a autonomie 60 dní.